# Liste der denkmalgeschützten Objekte in Prigglitz
Die Liste der denkmalgeschützten Objekte in Prigglitz enthält die 4 denkmalgeschützten, unbeweglichen Objekte der Gemeinde Prigglitz im niederösterreichischen Bezirk Neunkirchen.

## Denkmäler
| Foto |                 | Denkmal                                                                                   | Standort                                            | Beschreibung | Metadaten |
| ---- | --------------- | ----------------------------------------------------------------------------------------- | --------------------------------------------------- | --- | --- |
| ja   | Datei hochladen | Pfarrhof HERIS-ID: 50422 Objekt-ID: 55368                                                 | Prigglitz 1 Standort KG: Prigglitz                  | Im Kern eine spätmittelalterlich-frühneuzeitliche Bausubstanz, im 18.–20. Jahrhundert wurde die Anlage um einen trapezförmigen Hof verändert. Im Mai 2020 stand das Gebäude in Vollbrand. | BDA-Hist.: Q38040063 Status: § 2a Stand der BDA-Liste: 2025-06-30 Name: Pfarrhof GstNr.: .40 |
| ja   | Datei hochladen | Südbahnstrecke "Semmering-Bahn" (Gloggnitz-Mürzzuschlag) HERIS-ID: 28186 Objekt-ID: 24740 | Standort KG: Prigglitz                              | Die Semmeringbahn wurde 1854 eröffnet und ist die älteste normalspurige Gebirgsbahn Europas. Sie wurde von Carl Ritter von Ghega geplant. Vom Bahnhof Gloggnitz zum Bahnhof Mürzzuschlag sind es 41 Kilometer. Im Bereich der Gemeinde gibt es die Haltestelle Schlöglmühl (Lage) und 2 Streckenaufsichtsbauten (WH 124 und WH 125). | BDA-Hist.: Q64026702 Status: Bescheid Stand der BDA-Liste: 2025-06-30 Name: Südbahnstrecke "Semmering-Bahn" (Gloggnitz-Mürzzuschlag) GstNr.: 454, .131, .130, .129 Semmering Railway in Prigglitz |
| ja   | Datei hochladen | Kath. Filialkirche hl. Nikolaus und Friedhof HERIS-ID: 50421 Objekt-ID: 55367             | neben Prigglitz 1 (Pfarrhof) Standort KG: Prigglitz | Ursprünglicher Bau aus der 1. Hälfte des 13. Jahrhunderts, um 1300 erfolgte der Chorbau und 1344 der Bau des Südschiffes. Im ersten Viertel des 16. Jahrhunderts erfolgte die Einwölbung des Langhausmittelschiffs, 1536 ein Sakristeineubau und im vierten Viertel des 16. Jahrhunderts wurde das Nordschiff errichtet, dessen Presbyterium im Kern gotischer Karner, um 1725/35 teilweise Barockisierung unter Pfarrer Leopold Sommerer, im Kern romanisches Langhaus mit eingezogenem frühgotischen Chor und frühneuzeitlichen Anbauten, Kirchhofmauer im Kern spätmittelalterlich-frühneuzeitlich, großteils erneuert. Mit 1. Mai 2023 wurde die Pfarre Prigglitz der Pfarre Gloggnitz zugeschlagen und die Kirche damit Filialkirche. | BDA-Hist.: Q38040052 Status: § 2a Stand der BDA-Liste: 2025-06-30 Name: Kath. Pfarrkirche hl. Nikolaus und Friedhof GstNr.: .39, 707/3 Filialkirche Prigglitz                                     |
| ja   | Datei hochladen | Patriciuskapelle HERIS-ID: 80100 Objekt-ID: 93811                                         | Gasteil 1, in der Nähe Standort KG: Prigglitz       | Ein zweigeschoßiger, gesimsgegliedeter Breitpfeiler mit Walmdach, bezeichnet Laurentius Schott 1625, 1868 Durchgang ausgebrochen und niedrigere Kapelle mit Oberlichttür aus Holzgitter angebaut, Madonna und Gnadenstuhl bei Renovierung 1962 erneuert. | BDA-Hist.: Q38172642 Status: § 2a Stand der BDA-Liste: 2025-06-30 Name: Patriciuskapelle GstNr.: .156                                                                                             |